# Nationaal park Reinheimen
Nationaal park Reinheimen (Noors: Reinheimen nasjonalpark) is een nationaal park in Innlandet en Møre og Romsdal in Noorwegen. Het werd opgericht in 2006 en is 1974 vierkante kilometer groot. Het landschap bestaat uit fjell van gneis. In het park leeft wild rendier, Alpensneeuwhoen, moerassneeuwhoen, giervalk, steenarend, veelvraat. 
Het Noorse bergsport museum (Norsk Tindesenter) in Åndalsnes, en het Noorse bergcentrum in Lom zijn bezoekerscentra voor het Nationaal park Reinheimen.
Anárjohka · Ånderdalen · Blåfjella-Skjækerfjella · Breheimen · Børgefjell/Byrkije · Dovre · Dovrefjell-Sunndalsfjella · Femundsmarka · Folgefonna · Forlandet · Forollhogna · Fulufjellet · Færder · Gutulia · Hallingskarvet · Hardangervidda · Indre Wijdefjorden· Jomfruland · Jostedalsbreen · Jotunheimen · Junkerdal · Láhko · Langsua · Lierne · Lofotodden · Lomsdal-Visten/Njaarke ·  Møysalen . Nordre Isfjorden · Nordvest-Spitsbergen · Østmarka . Øvre Dividal · Øvre Pasvik/Báhčaveaji · Raet · Rago · Reinheimen · Reisa · Rohkunborri · Rondane · Saltfjellet-Svartisen · Sassen-Bünsowland · Seiland/Sievju · Sjunkhatten/Dávga · Skarvan og Roltdalen/Tjohkeli jïh Råalten · Sør-Spitsbergen · Stabbursdalen/Rávttošvuomi · Van Mijenfjord . Varangerhalvøya/Várnjárgga · Ytre Hvaler